# 周文寿
周文寿，明朝人，是一名明朝政治人物。
周文寿曾于洪武二十五年接替宋麟任兴化府知府一职，洪武二十六年由张仁接任。